# 勞倫斯海峽
勞倫斯海峽（英語：Lawrence Channel），是南極洲的海峽，位於葛拉漢地西岸的盧貝海岸，處於懷亞特島和阿羅史密斯半島之間，由英國南極名稱諮詢委員會命名，現時由南極條約體系管理。